# Pont-à-Vendin
Pont-à-Vendin är en kommun i departementet Pas-de-Calais i regionen Hauts-de-France i norra Frankrike. Kommunen ligger i kantonen Harnes som tillhör arrondissementet Lens. År 2022 hade Pont-à-Vendin 3 099 invånare.

## Befolkningsutveckling
Antalet invånare i kommunen Pont-à-Vendin
| Referens: INSEE |